# Símbolos Anasazi
Os Símbolos Anasazi foram criados pelo caçador John Shitaker, para protegê-lo de ataques de lobisomens.Os símbolos tem origem grega, e significam 'Refletor da Besta', mas foram criados na Romênia.
Os símbolos Anasazi são os únicos meios conhecidos para se espantar um Wendigo.
Aparições famosas:Na serie sobrenatural os irmãos Sam e Dean Winchester usam para se proteger de um Wendigo no segundo episódio da série.